# ブロードバンド!ニッポンサンデースペシャル サンデー蔵出しアナログ盤アワー
ブロードバンド!ニッポンサンデースペシャル サンデー蔵出しアナログ盤アワーはLFX mudigiで2001年4月から2007年3月25日放送、配信していた音楽番組

## 概要
2001年4月、LFX488のみ開局していた時に、改題前の『サンデー蔵出しアナログ盤アワー』を開始。同年10月から『ブロードバンド!ニッポン』が帯番組として昇格したのに伴い、「サンデースペシャル」を付与した。
デジタルメディアでありながら、使用音源は全てアナログレコードの楽曲を流す音楽番組である。

## 放送時間
- 日曜 14:00 - 17:00

※平日の同時刻で音声のみの再放送を行っていた。

## 出演者

### パーソナリティ
- 及川伸一（音楽プロデューサー、フジパシフィック音楽出版取締役）

### アシスタント

#### 過去
- 尾関美穂（歌手） - 2006年4月9日 - 2006年12月31日
- 田代優美（当時：ニッポン放送アナウンサー） - 2005年2月 - 2006年4月2日
- 新保友映（当時：ニッポン放送アナウンサー） - 2001年4月 - 2005年2月